# Biserica de lemn din Borumlaca

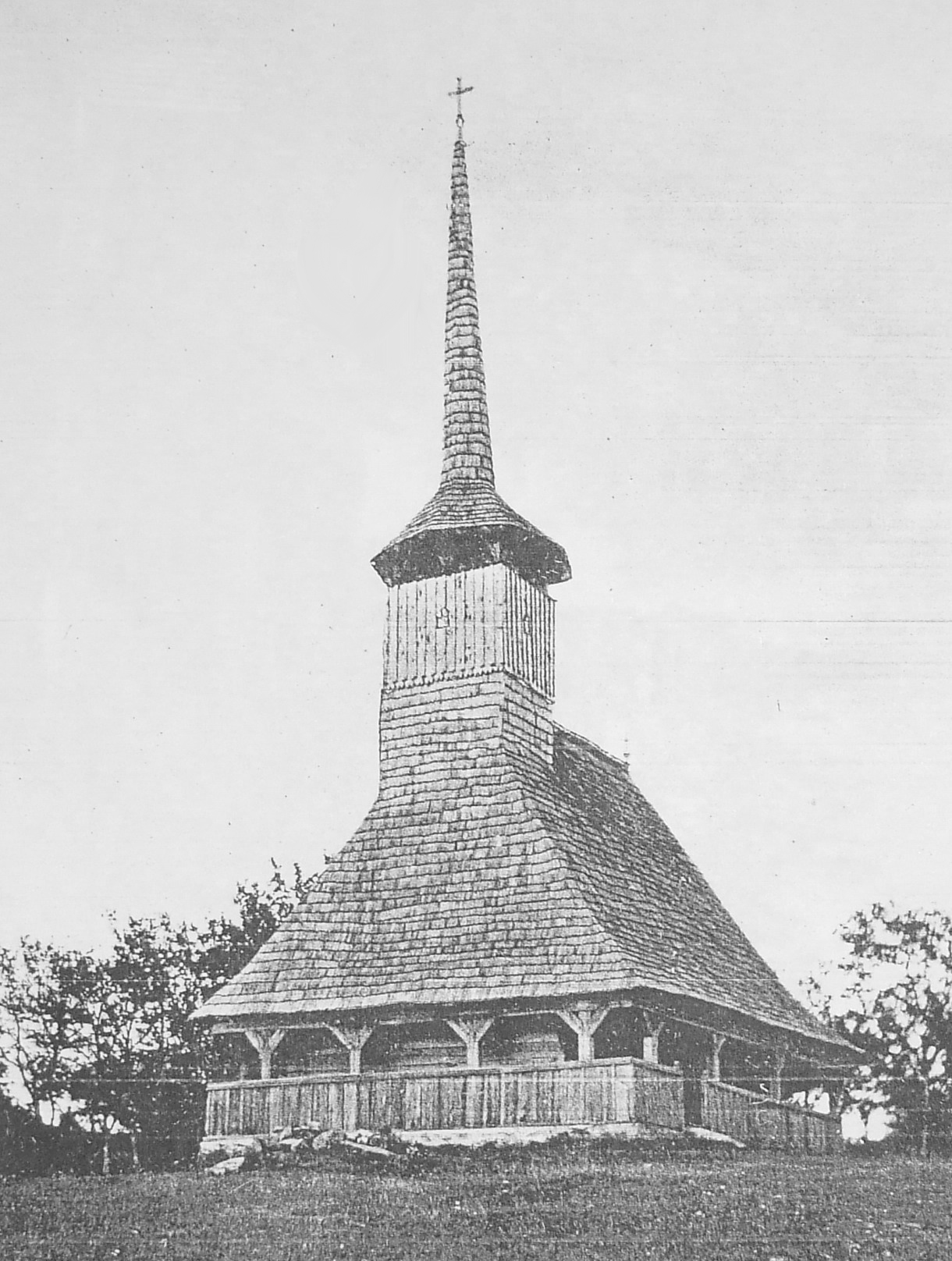
Biserica de lemn din Borumlaca, judeţul Bihor

Biserica de lemn din Borumlaca, județul Bihor a fost construită în a doua jumătate a secolului al 18-lea și demolată de săteni aproximativ în anul 1940.